# زباب أصغر أبيض الأسنان
الزباب الأصغر أبيض الأسنان (الاسم العلمي: Crocidura suaveolens) يتواجد في أوروبا وشمال أفريقيا وغرب آسيا. موطنه المفضل الغابات والأشجار.